# Carta de Guia de Casados
A Carta de Guia de Casados é uma das obras de autoria de D. Francisco Manuel de Melo, publicada em 1651 na oficina de Paulo Craesbeek em Lisboa.
A obra foi escrita a pedido de um noivo, que acabou permanecendo anónimo, mas que decerto pertencia à fidalguia do tempo. Escrita por D. Francisco Manuel de Melo, em dois meses de prisão na Torre Velha (situada na margem esquerda do rio Tejo, defronte da Torre de Belém), entre janeiro e março de 1650.
Foi redigida de um só fôlego, sem divisões em capítulos ou partes. O texto trata de uma série de questões pertinentes ao tema implícito no título da obra, especialmente destinadas àqueles que se dispunham a enfrentar as vicissitudes do matrimônio.
Estribado na sua variegada e profunda experiência de vida e, também no saber contido nos livros, dá conselhos de vária ordem, desde o governo económico da casa, o trato com as criadas, até o convívio entre cônjuges, os ciúmes, etc.
Fundamentando-se na moral da época cristã, atribui à mulher função subalterna à do marido e um âmbito geográfico que terminaria nas quatro paredes da casa: a seu ver, a mulher deveria ser praticamente analfabeta e submissa para ser feliz.
A Carta de Guia de Casados, além de possuir grande interesse literário, linguístico, psicológico e histórico, não se assemelha a nenhuma outra anterior dedicada ao mesmo assunto, nem com as escritas por portugueses.